# Noatak

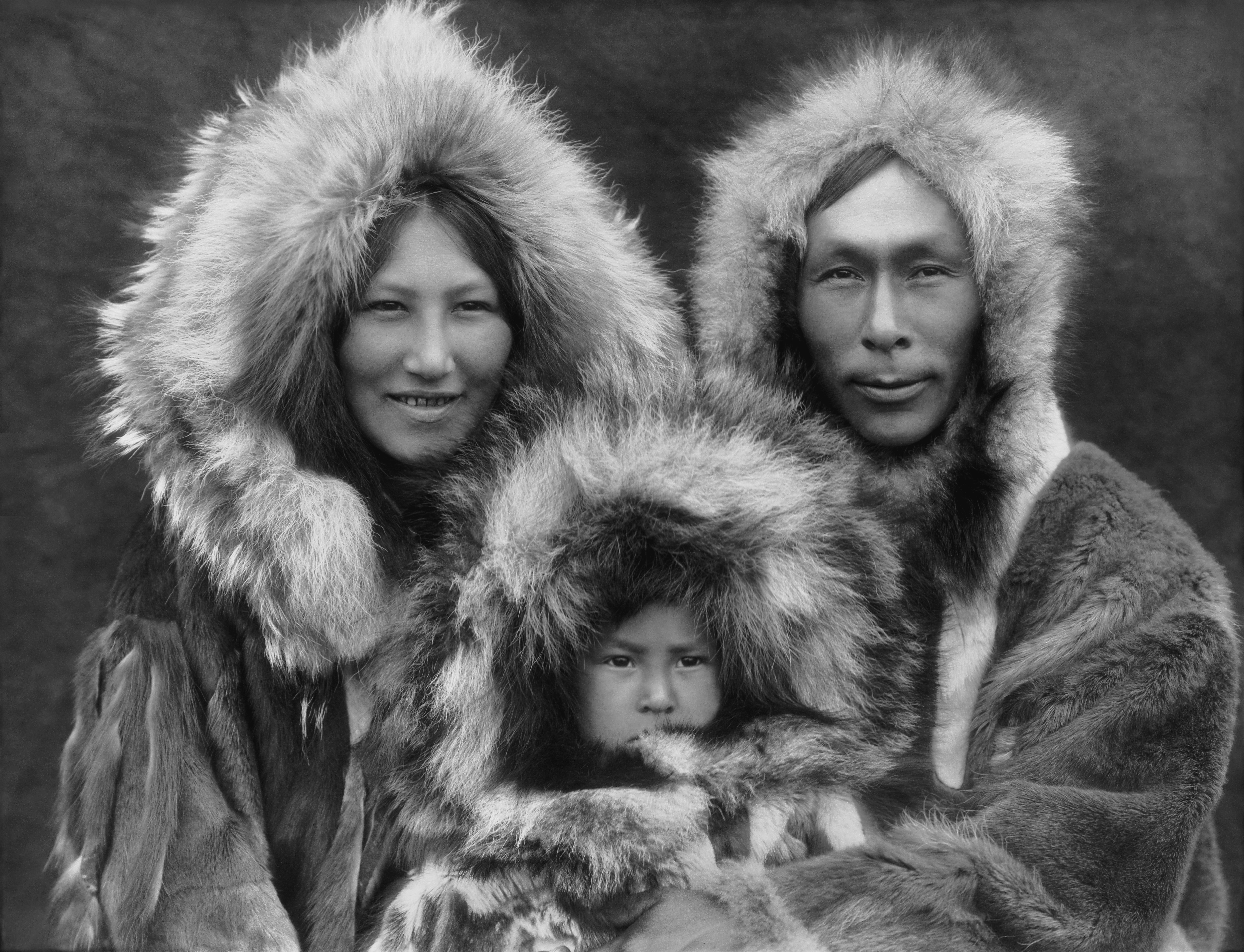
Familieportret van een Inupiaq moeder, vader en zoon in Noatak omstreeks 1929.

Noatak is een plaats (census-designated place) in de Amerikaanse staat Alaska, en valt bestuurlijk gezien onder Northwest Arctic Borough.

## Demografie
Bij de volkstelling in 2000 werd het aantal inwoners vastgesteld op 428.

## Geografie
Volgens het United States Census Bureau beslaat de plaats een oppervlakte van
31,6 km², waarvan 29,9 km² land en 1,7 km² water.

## Plaatsen in de nabije omgeving
De onderstaande figuur toont nabijgelegen plaatsen in een straal van 104 km rond Noatak.